# ドル箱
ドル箱（ドルばこ）とは、俗語のひとつ。
明治時代初期に出来た言葉で、千両箱をもじったものが由来である。
当初は金庫の事をさしていたが、まもなく横浜の貿易商の間で使われていた「ドル旦」（ドルを稼ぐ金持ちの旦那）と結びつき、金持ちや金の引き出せそうな客を「ドル箱」「ドル旦」と呼ぶようになった。ドル旦は死語になったが、ドル箱は生き残り、のちに「金になる」という部分だけがクローズアップされ、多くの利益をもたらす商品やコンテンツ、俳優などを指して「ドル箱○○」と呼ばれるようになった。

## ドル箱路線
鉄道や航空機、バスなどの交通機関において、需要が多く、さらに収益性の高い区間をドル箱路線（ドルばころせん）と呼ぶことがある。
ドル箱路線の存在は、その運行事業者の経営安定化に大きく寄与することが多い。例えば、東海道新幹線の収益は運行事業者であるJR東海の全収益の8割以上を占めている。JR各社の在来線で言えば、山手線、中央線快速、横浜線（JR東日本）やJR神戸線、JR京都線（JR西日本）など。大手私鉄では、東急東横線（東急電鉄）、京急空港線（京急電鉄）、西武池袋線（西武鉄道）、名鉄名古屋本線（名古屋鉄道）、阪急神戸線（阪急電鉄）、近鉄奈良線（近畿日本鉄道）など。中小私鉄ではOsaka Metroの御堂筋線など。公営交通では名古屋市営地下鉄東山線、福岡市地下鉄（福岡市交通局）の空港線などが挙げられる。
また、特急列車を始めとした速達列車の需要が高いため、特急券などによる運賃収入が高くなる路線もある。前述した東海道新幹線をはじめとする新幹線路線や智頭急行智頭線などが挙げられる。
なお、需要が多い区間においてはシェアの奪い合いが起こることがあり、運賃の値下げやサービスアップなどでシェア獲得を試みた結果として収益性が悪化することがあるため、必ずしも需要の多い区間がドル箱路線であるとは限らない。例えば、東京国際空港（羽田空港）と新千歳空港を結ぶ航空路線は1年あたり900万人から1000万人もの利用客が存在する。しかし、この路線は日本航空・全日空・スカイマーク・AIRDOの4社が競合している。

## パチンコ

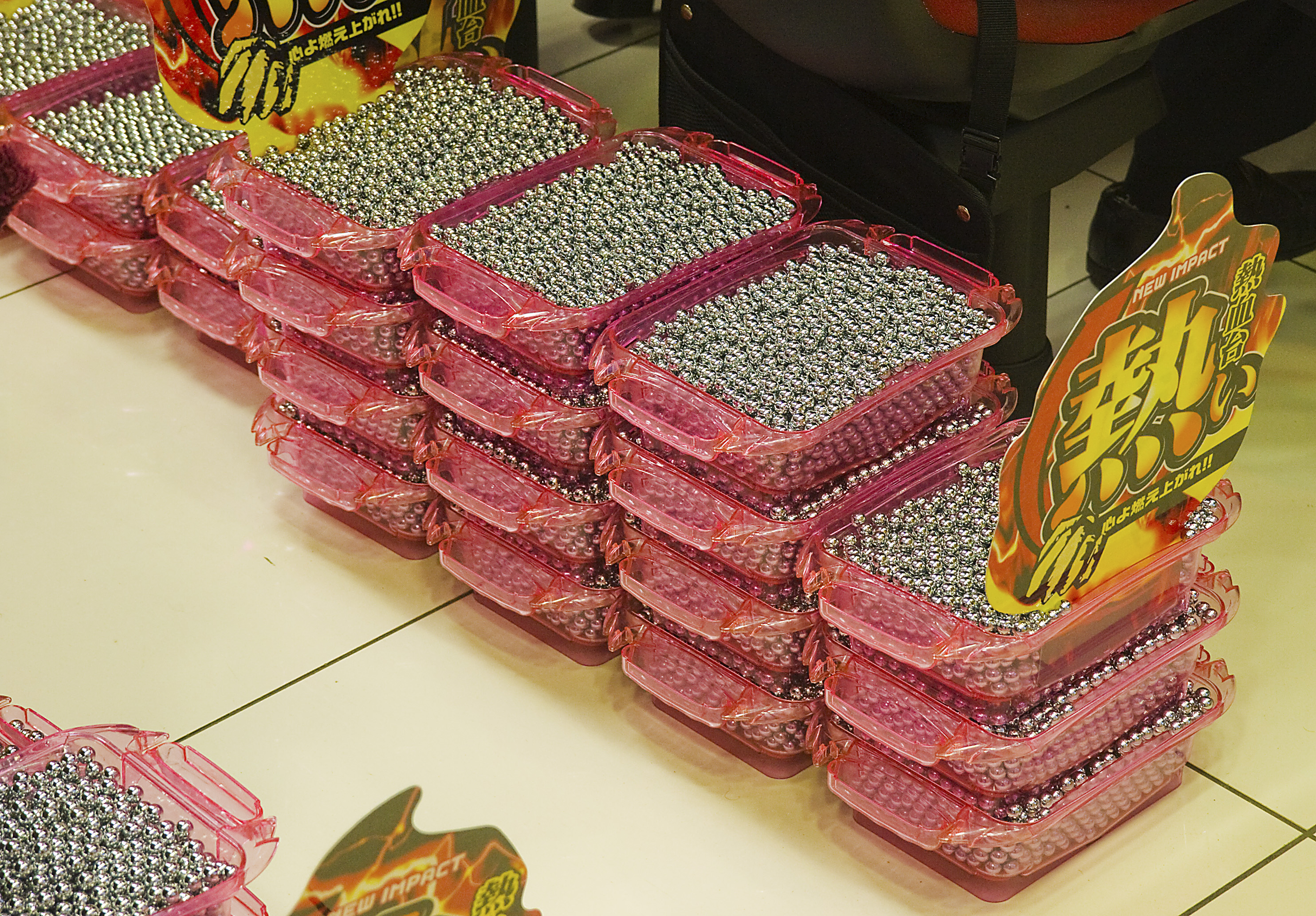
積み上げられた玉箱

パチンコ・パチスロで、勝ち取った玉やメダルを入れておく器のことも、ドル箱と呼ぶ。これは本来、パチンコで一番大きな箱が、左官で壁土を練る「トロ箱」に似ているため、トロ箱と呼ばれていたが、それが誤って覚えられ、ドル箱となった。
ドル箱が多く積みあがっていれば「この店はよく出る」と思わせることができ、来店客増につながる視覚効果があるが、一方で2009年に起こった大阪パチンコ店放火殺人事件では店内が放火された際にドル箱が邪魔となって逃げ遅れた客がおり犠牲者が出たという事態を引き起こした。また、それ以降、出玉をパチンコ台ごとに自動で計数する出玉循環機システムが登場・普及していったことや、2020年以降ではスマートパチンコの登場やコロナ禍で対人接触の機会を減らすようにしたこともあって、ドル箱を採用しているパチンコ店は減少している。